# 2568 Maksutov
2568 Maksutov (1980 GH) là một tiểu hành tinh vành đai chính được phát hiện ngày 13 tháng 4 năm 1980 bởi Z. Vavrova ở Klet.